# Траверсари, Амброджо
Амбро́джо Траверса́ри (итал. Ambrogio Traversari; также Амвросий Камальдул или Амвросий Траверсари; 1386 год, Портико-е-Сан-Бенедетто — 20 октября 1439 года, Феррара) — итальянский богослов римско-католической церкви, монах и священник; гуманист, генерал (магистр) и реформатор ордена Камальдулов; легат папы Евгения IV на базельском и ферраро-флорентийском соборах.

## Деятельность
Родом из Романьи. Был генералом ордена камальдулов. Находился в близких сношениях с флорентийским кружком гуманистов; разыскивал по монастырским библиотекам рукописи сочинений классических писателей (в особенности он интересовался греческими), но, как монах, воздерживался от участия в светской литературе и перевёл лишь на латинский язык жизнеописания философов, Диогена Лаэртского.
Труды Траверсари были посвящены, главным образом, переводу греческих церковных писателей. Результатом поездки по монастырям, предпринятой Траверсари по поручению папы, с целью произвести в них необходимые реформы, появился его «Путеводитель» (Hodoeporicon), живо рисующий нравы монахов того времени.
Благодаря расположению Евгения IV к Траверсари, он играл некоторую роль на соборах базельском и ферраро-флорентийском; на последнем редактировал акт унии между греческой и римской церквями (1439) и удивлял греков своим знанием греческого разговорного языка. Текст унии был составлен самим Амвросием и напечатан в 13-м томе «Gr. Lat. Conc.» под названием «Unionis formula».

## Издания
- Много переводов с греческого[2].
- «Путеводитель» (Hodoeporicon, Флоренция, 1451, 52, 1658), где описывал откровенно беспорядки, найденные им в монастырях и употреблял в некоторых случаях из скромности греческий язык[1][2].
- Жизнеописание Траверсари, составленное Mehus’ом, предпослано флорентийскому изданию его писем, вышедшему в 1459 г[1].
- Его письма были собраны Мартеном в «Amplissima collectio» IV[2] (в 3-м томе Martène et Durand, «Veterum scriptorum amplissima collectio», Париж, 1724)[1].